# Mummu
Mummu (en escriptura cuneïforme 𒀭𒌣) va ser un déu de la mitologia sumèria encarregat de la boira i que apareix amb caràcter esotèric a diversos textos. Se'l representa com un artesà, la personificació del coneixement pràctic i l'habilitat tècnica.
Es coneix per la seva aparició al mite babilònic anomenat Enuma Elix, on figura com el visir (sukkal) dels déus primigenis, de la deessa Tiamat, que representa l'aigua salada, i d'Apsu, l'immens mar d'aigua dolça. De vegades és anomenat fill de Tiamat, o segons altres versions, creat de manera independent a partir del caos, i participant en el procés de la creació, representant el logos i, per tant, un dels déus primordials.
Segons diu l'Enuma Elix, Apsu es va enfadar pel comportament dels déus que havia creat. Ho va comentar amb Tiamat i li va dir que els volia destruir. Tiamat, molesta també, va estar d'acord amb Apsu però es va negar a matar-los. Apsu decideix consultar a Mummu, que l'aconsella que destrueixi els déus. Enki, un dels déus creats, s'assabenta de les intencions del seu avi i decideix fer-li un encanteri perquè s'adormi i després matar-lo. Enki captura Mummu i li posa una anella al nas, fent-lo treballar al seu servei.
Mummu també és un dels noms donats a Marduk, el vencedor definitiu de Tiamat.